# Pterolophia coxalis
Pterolophia coxalis là một loài bọ cánh cứng trong họ Cerambycidae.